# Archedemo di Atene
Archedemo (in greco antico: Ἀρχέδημος?, Archédemos; metà del V secolo a.C. – dopo il 406 a.C.) è stato un politico ateniese.

## Biografia
Archedemo viene nominato per la prima nel 406 a.C., quando multò l'ammiraglio Erasinide per aver intascato del denaro pubblico consegnatogli nell'Ellesponto. Si pensa che questo Archedemo sia lo stesso di cui parla Senofonte nei Memorabili, dove si racconta che, originariamente povero, aveva un notevole talento nell'oratoria e nella politica; Senofonte afferma anche che fu assunto da Critone per proteggere lui e i suoi amici dai sicofanti.
Sembra che fosse straniero e che avesse ottenuto il diritto di voto colla frode, motivo per cui fu attaccato da Aristofane ne Le rane e da Eupoli nelle Baptai.
Sia Aristofane sia Lisia lo chiamano "cisposo".